# (4794) Bogard
Pour les articles homonymes, voir Bogard.
(4794) Bogard est un astéroïde de la ceinture principale.

## Description
(4794) Bogard est un astéroïde de la ceinture principale. Il fut découvert le 16 septembre 1988 à Cerro Tololo par Schelte J. Bus. Il présente une orbite caractérisée par un demi-grand axe de 2,27 UA, une excentricité de 0,12 et une inclinaison de 5,4° par rapport à l'écliptique.

## Compléments